# Giovanni Sánchez Munárriz
Giovanni Sánchez Munárriz C.M.F., in spagnolo Juan Sánchez Munárriz (Malón, 15 giugno 1913 – Barbastro, 13 agosto 1936), è stato un religioso spagnolo, martirizzato a Barbastro durante la Guerra civile spagnola e venerato come beato dalla Chiesa cattolica.

## Biografia
Giovanni nacque a Malón, in provincia di Saragozza, i genitori Mariano e Tiburcia lo educarono cristianamente e gli trasmisero la devozione alla vergine del Pilar. A 12 anni entrò nel seminario di Alagón, continuò gli studi a Cervera, e a Vic dove emise i voti religiosi il 15 agosto del 1930. Proseguì gli studi di teologia a Solsona (Spagna) e tre anni dopo di nuovo a Cervera. Il 1 luglio del 1936, insieme a diversi suoi confratelli arrivò al seminario di Barbastro
Insieme a una sessantina di confratelli venne arrestato il 20 luglio del 1936, dalle milizie anarchiche sotto il comando del governo repubblicano che presero il potere in città subito dopo il golpe militare; venne recluso nel salone della scuola dei padri Scolopi. Il 12 agosto 1936 firmò la lettera di offerta alla Congregazione con queste parole:
(Giovanni Sánchez Munárriz, Firma sulla lettera di offerta alla Congregazione)
Insieme a 19 suoi confratelli venne fucilato la mattina del 13 agosto sul ciglio di una strada fuori città, fece parte del terzo gruppo di clarettiani di Barbastro che subirono il martirio. I loro corpi sono stati gettati in una fossa comune.

Dopo la guerra i resti dei martiri furono riesumati e si possono venerare oggi nella cripta della casa museo a Barbastro. Nel 2013 è uscito un film sulla vicenda intitolato "Un Dios prohibido" per la regia di Pablo Moreno.

## Culto
La beatificazione avvenne a Roma, ad opera di Giovanni Paolo II, il 25 ottobre 1992. La Chiesa cattolica lo ricorda il 13 agosto.